# Bryggeriet Fuglsang
 For alternative betydninger, se Fuglsang. (Se også artikler, som begynder med Fuglsang)
Bryggeriet Fuglsang (officielt: Sophus Fuglsang. Export-Maltfabrik A/S) er et dansk bryggeri og maltfabrik i Haderslev.

## Historie
Bryggeriets grundlægger Søren Christian Fuglsang etablerede bryggeriet i 1865 i Haderslev. I 1879 besluttede han sammen med sønnerne Conrad, Sophus og Christian at bygge deres eget malteri.
1893 delte brødrene Christian og Sophus ledelsen mellem sig:. Christian overtog ledelsen af bryggeriet og Sophus ledelsen af maltfabrikken.
1902 fik bryggeriet navnet S.C Fuglsang Bierbrauerei und Sophus Fuglsang Malzfabrik. 1904 døde Christian Fuglsang og efterlod bryggeriet og maltfabrikken til sønnerne.
1929 omdannedes selskabet til aktieselskab for at dække kapitalbehovet. I 1933 fik bryggeriet licens til at fremstille og sælge Chabeso i Danmark, Norge og Island. Det var en meget stor succes. I 1933 brændte maltfabrikken, men blev hurtigt genopbygget. Under 2. verdenskrig blev produktionen på maltfabrikken omlagt til kaffeerstatning.
1933 overtog Bryggeriet eneretten til at fremstille og sælge Chabeso i Danmark, Norge og Island.
1935 døde Christian Fuglsang, og hans nevø Sophus Fuglsang junior overtog ledelsen af bryggeriet.
1940 til 1945 havde både bryggeriet og maltfabrikken det svært. Maltfabrikken overlevede ved at omlægge produktionen til maltkaffe (kaffeerstatning).
1941 blev bryggeriet og maltfabrikken omdannet til et aktieselskab med navnet Sophus Fuglsang, Export-Maltfabrik og Bryggeri A/S, som nu igen er to selvstændige aktieselskaber. Maltfabrikken eksporterer ca. 75% af produktionen, som er på 150.000 tons årligt.
2006 købte Fuglsang Maltfabrik Dragsbæk Maltfabrik i Thisted og er dermed den ene af de to store aktører på det danske maltmarked. I dag er det 5. generation, der driver Bryggeriet S.C. Fuglsang, og det er et af Danmarks ældste familieejede bryggerier.
2016 overtog selskabet Mineralvandsfabrikken Frem i Ribe.
2021 blev Bryggeriet S. C. Fuglsang A/S i Haderslev og Mineralvandsfabrikken Frem A/S i Ribe en del af Royal Unibrew A/S. Fuglsang Holding beholdt sine arealer og bygninger i Haderslev, og Fuglsangs ledelse koncentrerer indsatsen om familiens maltfabrikker. Med i handelen fulgte sodavandsfabrikken i Ribe og bryggeriet i Haderslev. Produktionen fortsætter i samarbejde med Royal Unibrew. Begge produktionssteder forsætter med at producere som før. Royal Unibrew lejer sig ind i lokalerne i Haderslev og Ribe. Medarbejderne på de to bryggerier får tilbudt muligheden for en ansættelse hos Royal Unibrew A/S.

## Øl
- Fuglsang Pilsner 4,8 % vol.
- Black Bird Classic 4,8 vol.
- NightingAle 5,2 vol. (brygget af 100 % malt og undergæret)
- Fønix malt beer 5,4 % (ufiltreret, undergæret all-malt øl) (udgået)
- Golden Bird guldøl 5,9 % (udgået)
- Birdie øl med grape 3,4 % (øl blandet med sodavand) (udgået)
- Fuglsang Bock guldøl 7,6 % – med mere malt og lagret et år) (udgået)
- Hertug Hans lager 4,8 % (mørk lagerøl med maltet smag)
- Ding Dong luxus bryg 7,6 % (julebryg som er lagret ved 0°i et år)
- White Christmas julepilsner 4,8 % vol. (Frugtagtig duft)
- Hvidtøl 1,8 % vol. (sød mørkt øl)
- Lys Fugl 2,6 % vol. (skattefri let pilsner)
- Early Bird 5,5% vol. Amerikansk Pale Ale

## Sodavand
- Appelsin Squash
- Appelsin Squash Light
- Citron vand
- Rød hindbær limonade
- Grape Tonic
- Cola
- Soda Water
- Dansk Vand med citrus
- Car
- Chabeso

## Ekstern henvisning og kilde
- Bryggeriets hjemmeside Arkiveret 3. maj 2021 hos  Wayback Machine

55°15′3.13″N 9°28′21.05″Ø / 55.2508694°N 9.4725139°Ø